# 高表仁
高表仁（?—?），隋朝、唐朝时官员。是隋代尚書左僕射高熲第三子，封渤海郡公。
高表仁娶大宁公主（废太子杨勇女儿、隋文帝孙女），官至谷州刺史。高熲在607年被殺後，高表仁被貶徙蜀郡。入唐後，歷官新州刺史，贞观五年（632年）奉命持节出使日本，十月四日随遣唐使船队经朝鲜半岛到達日本难波津（今大阪）。當時日人率船三十二艘，懸彩旗，奏鼓樂，在江口歡迎。高表仁要求“天皇下御座，面北接受唐使國書”，與日本王子争礼，不肯宣朝命。次年正月，日本朝廷派遣吉士雄麻吕、黑麻吕陪送至对马岛。高表仁回國後被罰沒兩年俸祿。史稱其“無綏遠才”。
一子高睿赵州刺史，封平昌县子。另一子高昱，前中大夫、守宋州刺史、上骑都尉、安德县开国男。高昱生朝散大夫行洛州偃师县令高安期。高安期娶千乘县君元妃娘。

## 影視形象

### 電視劇
| 演員   | 年份   | 作品         |
| 張春祥 | 2005年 | 《大化改新》 |